# Gabrielle Giffords
Gabrielle Giffords (ur. 8 czerwca 1970 w Tucson) – amerykańska polityk, członek Partii Demokratycznej. W latach 2007–2012 była przedstawicielem stanu Arizona w Izbie Reprezentantów Stanów Zjednoczonych z ósmego okręgu wyborczego.
8 stycznia 2011 roku została postrzelona w głowę podczas spotkania z wyborcami w Tucson. W sumie napastnik zabił sześć osób, w tym sędziego Federalnego Sądu Dystryktowego dla Arizony, Johna Rolla, i ranił trzynaście. Według ustaleń, napastnik najpierw oddał jeden strzał do Giffords, a następnie zaczął strzelać na oślep do otaczających ją ludzi. Przez kilka godzin po zdarzeniu media podawały sprzeczne dane dotyczące liczby ofiar, w tym początkowo informowały także o śmierci Giffords, ale tę informację zdementowano jeszcze 8 stycznia. Następnego dnia deputowana odzyskała przytomność, a w niespełna dwa tygodnie później rozpoczęła rehabilitację, którą lekarze określają jako mogącą potrwać ok. rok.
Gubernator Arizony Jan Brewer zapowiedziała, że Giffords nie zostanie usunięta z urzędu z powodu niemożliwości sprawowania obowiązków przez czas dłuższy niż 3 miesiące, pomimo że zezwala na to stanowe prawo. Giffords dobrowolnie ustąpiła z Kongresu w styczniu 2012 aby skupić się na rehabilitacji.
Gabrielle Giffords jest żoną astronauty Marka Kelly’ego.

## Odznaczenia
- Prezydencki Medal Wolności – 2022[4]